# أوقست سيلفا
أوقست سيلفا (بالبرتغالية: Augusto Silva‏) (22 مارس 1902 لشبونة البرتغال - 8 يناير 1962) هو لاعب كرة قدم برتغالي سابق كان يلعب كلاعب وسط، شارك في الألعاب الأولمبية الصيفية 1928.

## روابط خارجية
- أوقست سيلفا على موقع قاعدة بيانات كرة القدم.إي يو (الإنجليزية)
- أوقست سيلفا على موقع ناشيونال فوتبول تيمز (الإنجليزية)
- أوقست سيلفا على موقع اللجنة الأولمبية الدولية (الإنجليزية)
- أوقست سيلفا على موقع أوليمبيديا (الإنجليزية)